# Calandrella cinerea
La terrera capirotada (Calandrella cinerea) es una especie de ave paseriforme de la familia Alaudidae que vive en el África subsahariana y el suroeste de Arabia. 

## Descripción
La terrera capirotada mide entre 14–15 cm de largo. El color del plumaje de sus partes superiores oscila del gris al pardo, con variaciones en los tonos e intensidades según las subespecies, aunque esta especie es fácilmente identificable por su píleo rufo, sus partes inferiores blancas y sus hombros rojos. Su cresta normalmente no se aprecia excepto cuando la eriza durante el cortejo. 
El macho tiene el plumaje más rojizo y tiene el penacho más largo que la hembra. Los juveniles carecen del plumaje rojizo de hombros y cabeza de los adultos, tienen moteado oscuro en el pecho, y motas blancas en sus partes inferiores pardas.
La llamada de la terrera capirotada es un chirp similar al del gorrión, y el canto que emiten cuando vuelan consiste en un melodioso: trii, trii, tip-tip, tippy, tippy tippy. También es capaz de imitar el canto de otras aves.

## Distribución y hábitat
Se extiende principalmente por el África Austral, desde Sudáfrica hasta el sur de la República Democrática del Congo aunque también se encuentra diseminado por los altiplanos del África central y oriental, además del suroeste de Arabia
Es una especie de prados de hierba corta incluidos los terrenos agrícolas en barbecho. En el este de África se encuentra en regiones altas, normalmente por encima de los 1000 m de altitud, pero se encuentra hasta el nivel del mar en los hábitats más frescos del sur de África. 
El nido tiene forma de cuenco profundo y generalmente lo sitúa junto a matas de hierba, piedras o montículos. El nido suele estar forrado con hierba fina o raicillas. La terrera capirotada cría a lo largo de todo el año, pero principalmente entre septiembre y diciembre.

## Comportamiento
La terrera capirotada se alimenta de semillas e insectos que encuentra entre la hierba corta o en los partes de terreno desnudo. Fuera de la época de cría generalmente se encuentra en bandadas que a veces alcanzan centenares de individuos. 